# St Clair, New South Wales
St Clair este o suburbie în Sydney, Australia.